# De Trust
De Trust is een Nederlands voormalig theatergezelschap, opgericht in 1988 en in 2001 opgegaan (na een fusie met gezelschap Art & Pro) in De Theatercompagnie.

## Geschiedenis
Toneelregisseur en artistiek leider Theu Boermans (Willemstad, Curaçao, 1950) zette De Trust in 1988 op samen met Rik Launspach, die daartoe het door hem opgerichte acteurscollectief De Zaak ontbond. Het ensemble werd gevormd door een groep jonge acteurs die allen net waren afgestudeerd aan verschillende toneelscholen, maar met name van de Toneelschool Arnhem kwamen. Boermans, zelf opgeleid tot acteur aan de Toneelschool Maastricht, had met enig succes een carrière achter de rug als acteur bij het Amsterdams Toneel en het Publiekstheater (1972-1974) en als acteur en regisseur bij theatergezelschap Globe (1974-1985) uit Eindhoven. 
Naast Boermans en Launspach bestond De Trust oorspronkelijk uit acteurs Anneke Blok, Lucas Dijkema, Khaldoun Elmecky, Marisa van Eyle, Bert Geurkink, Myranda Jongeling, Jaap Spijkers, Eelco Vellema en Marieke Heebink, en theatervormgevers Guus van Geffen, Remmelt van Kleef en Pilo Pilkes. De Trust zette met haar werk de ensemble-vorming onder Nederlandse theatergroepen, die begonnen was met gezelschappen als Het Werkteater, het Onafhankelijk Toneel, Baal en Maatschappij Discordia voort, en de sterkte van het gezelschap kwam voort uit het sterke collectieve karakter van haar werkwijze. Desondanks stond Boermans bekend als leider van het gezelschap, met name omdat hij de regie van het merendeel van de voorstellingen voor zijn rekening nam.
De eerste voorstelling die het gezelschap gaf was De Meeuw van Tsjechov, een voorstelling die Boermans in 2003 opnieuw regisseerde bij De Theatercompagnie, toen met onder meer Carice van Houten in de cast. Met De Trust introduceerde Boermans veel tot dan toe onbekende Duitse en Oostenrijkse toneelschrijvers in Nederland, zoals Rainald Goetz, Gustav Ernst en Werner Schwab, vertaald door Tom Kleijn. 
In opdracht van de NCRV maakte de groep ook een hoorspel, het absurde De jongen van de Zweed Thomas Tidholm,  vertaald door Hans Kloos en uitgezonden op 2e kerstdag 1993.
In 1993 won De Trust de Dommelsch Theaterprijs, het jaar daarop maakte De Trust de televisieserie De Partizanen in samenwerking met de KRO. 
Het gezelschap huisde oorspronkelijk in een eigen theater aan de Heiligeweg in Amsterdam, maar verhuisde in 1996 naar een tot theater verbouwde kerk aan de Kloveniersburgwal, aanvankelijk naar het gezelschap het Trusttheater genoemd, later het Compagnietheater.  Hierin had ook De Theatercompagnie (2001-2009) haar onderkomen.